# Derde oog

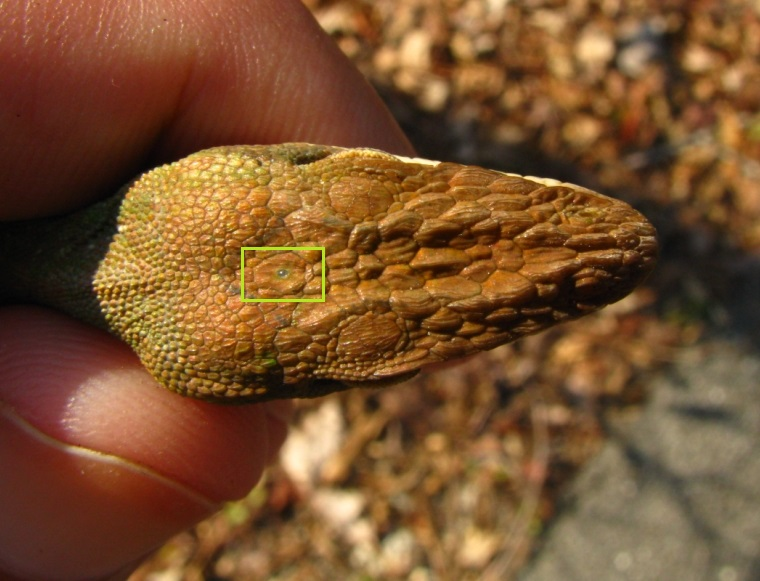
Anolis carolinensis, een soort hagedis. Het derde oog, zichtbaar wanneer u de foto vergroot, is een klein grijs/helder ovaaltje midden op de ovaalvormige schub tussen de beide ogen.

Het derde oog is een zintuiglijk orgaan dat voorkomt bij onder andere sommige hagedissen. Het is anatomisch zeer inferieur aan bijvoorbeeld het menselijk oog of het facetoog van insecten. Het derde oog is meestal niet meer dan een of meerdere relatief doorzichtige schubben die lichtgevoelige cellen bedekken. Het derde oog kan daarmee hooguit grove veranderingen in de lichtintensiteit waarnemen. De functie is waarschijnlijk om aanvallende roofvogels of slangen die van boven naderen aan te zien komen.
Oorspronkelijk was het oog bij veel Tetrapoda beter ontwikkeld. Het had wellicht een functie in de regulering van de hormoonhuishouding die een aanpassing aan de daglengte mogelijk maakte. Het oog bevindt zich meestal in een opening tussen de wandbeenderen, de ossa parietalia.

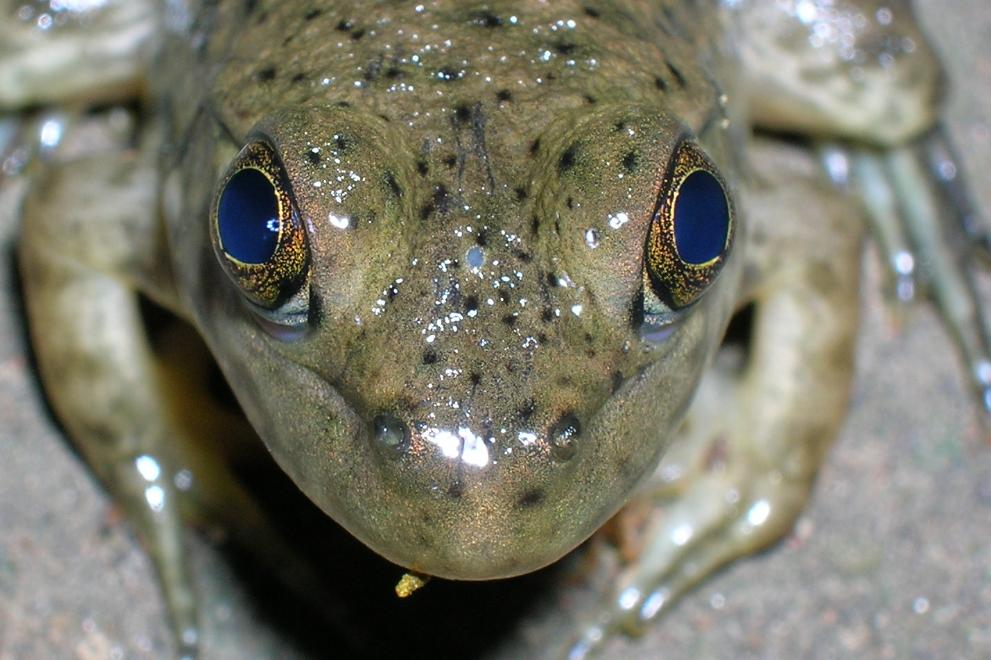
Juveniel van een brulkikker (Rana catesbeiana), met het derde oog zichtbaar als een grijs ovaaltje tussen de beide ogen.